# Josef von Miller zu Aichholz
Josef Maria von Miller zu Aichholz (* 23. Januar 1797 in Cles, Trentino; † 3. Februar 1871 in Wien) war ein österreichischer Großindustrieller.

## Leben
Josef war der Sohn von Franz Miller von Aichholz und der Anna, geborenen von Stefanelli. Als junger Mann machte er 1809 für Andreas Hofer schwierige Botengänge im Krieg gegen die Franzosen. Dafür bekam er von ihm die Silberne Tapferkeitsmedaille. Die Episode wurde später von Defregger gemalt.
Er kam 1811 nach Wien, wo er zunächst in Drogerien arbeitete. Nachdem er Kompagnon in der Drogerie Grittner geworden war, gründete er 1819 mit dem Drogisten F. A. Öhler die Firma Öhler & Miller. 1826 kaufte er die Drogerie Grittner und konnte 1839 eine der ersten inländischen Rohrzucker-Raffinerien in Wien erwerben. Miller war geschäftlich auch in Böhmen und Schlesien sowie in Triest tätig. Er errichtete die erste österreichische Sodafabrik zu Hruschau und besaß schließlich Unternehmungen der Leder-Industrie, der Schafwollen-, Zucker- und Papierfabrikation in Mähren und Böhmen, und der Eisen-Industrie in Kärnten mit tausenden von Arbeitern.
Während der Revolution von 1848 war er Hauptmann der Nationalgarde und 1848/49 im Wiener Gemeindeausschuss tätig. 1852 wurde er Direktor der Österreichischen Nationalbank.
Er wurde am Meidlinger Friedhof bestattet.

## Ehrungen
1856 erhielt Josef Miller die Erlaubnis, sich Miller zu Aichholz zu nennen, 1860 wurde er durch Kaiser Franz Joseph geadelt und hieß seither von Miller zu Aichholz, 1865 wurde er als Ritter von Miller zu Aichholz in den österreichischen Ritterstand erhoben. 1894 wurde die Aichholzgasse in Wien-Meidling nach ihm benannt, nachdem sie bereits vorher ab 1864 Millergasse geheißen hatte.

## Ehe und Nachkommen
Josef Miller war mit der Belgierin Marie Flore d’Heur verheiratet und hatte 15 Kinder. Sein Sohn Vinzenz von Miller zu Aichholz (1827–1913) übernahm die Firma des Vaters, der jüngste Sohn Viktor von Miller zu Aichholz (1845–1910) war Chemiker und Großindustrieller sowie Kunstsammler und Wohltäter, der Sohn Eugen von Miller zu Aichholz (1835–1919) ebenfalls Industrieller und Kunstsammler. Sohn August von Miller zu Aichholz (1829–1899) schrieb ein 1907 publiziertes Lebensbild des Vaters unter dem Titel „Esse quam videri“ („Mehr sein als scheinen“). Seine Tochter Sidonie war verheiratet mit Guido von Sommaruga, Rechtsanwalt und Gemeinderat in Wien sowie Mitbegründer des Österreichischen Alpenvereins.